# Direkteinspritzung

Verschiedene Muldenformen bei Dieselmotorkolben

Die Direkteinspritzung ist ein Verfahren zur Kraftstoffeinspritzung für Dieselmotoren und Ottomotoren. Der Kraftstoff wird dabei von einer Einspritzdüse direkt in den Zylinder oder den Brennraum eingespritzt.

## Dieselmotor
Kennzeichen der Direkteinspritzung bei Dieselmotoren sind der ungeteilte Brennraum und die geringere Brennraumoberfläche im Vergleich zum Vorkammer- und Wirbelkammer-Motor. Das bewirkt geringere Wärme- und Strömungsverluste und damit einen geringeren spezifischen Verbrauch und höheren Wirkungsgrad. Der Einspritzdruck muss jedoch höher sein, um den Kraftstoff fein genug zu verteilen.

### Anfänge

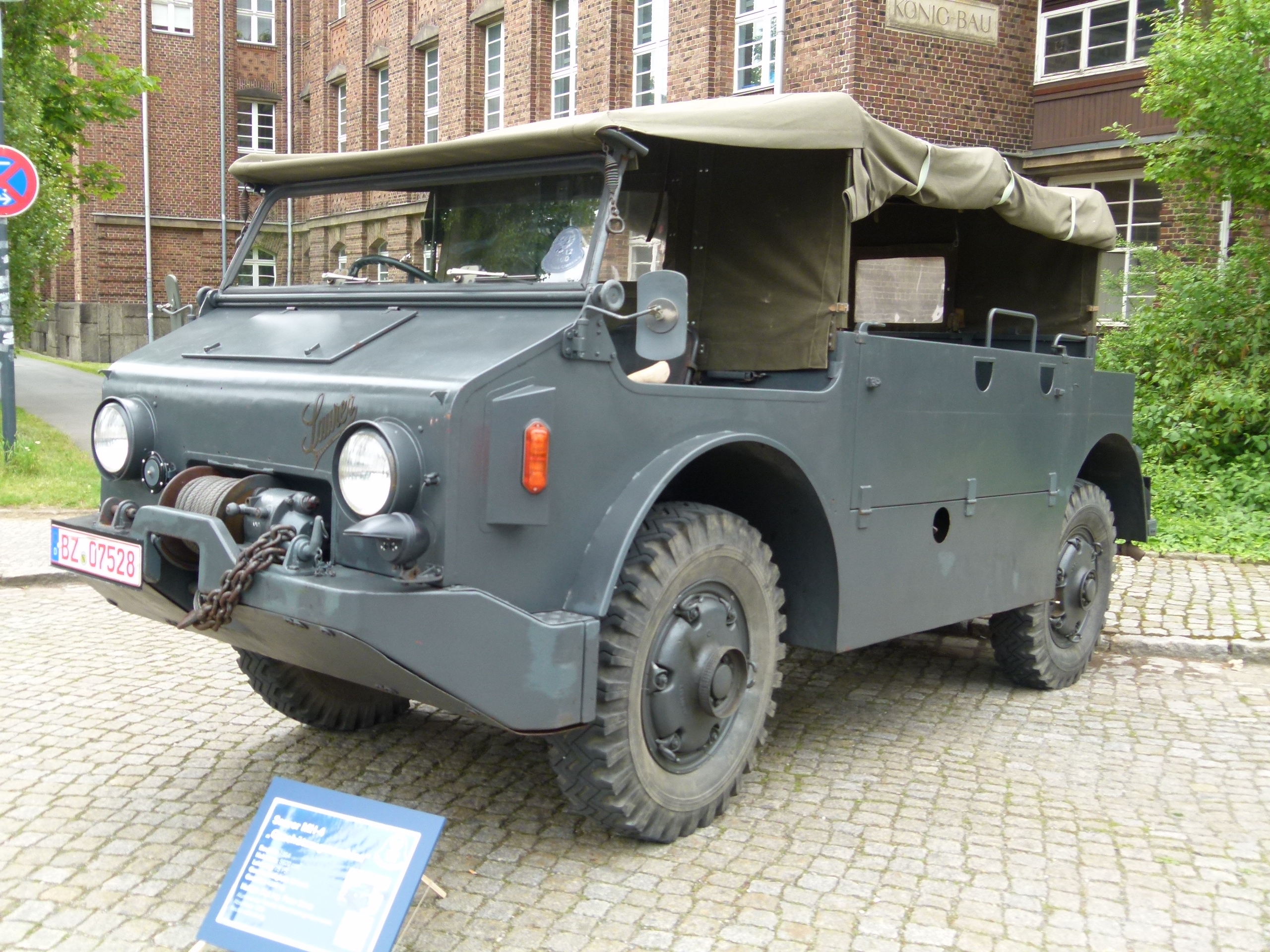
Der Motor des Saurer MH4 hat Direkteinspritzung und Aluminium-Motorblock, 1945

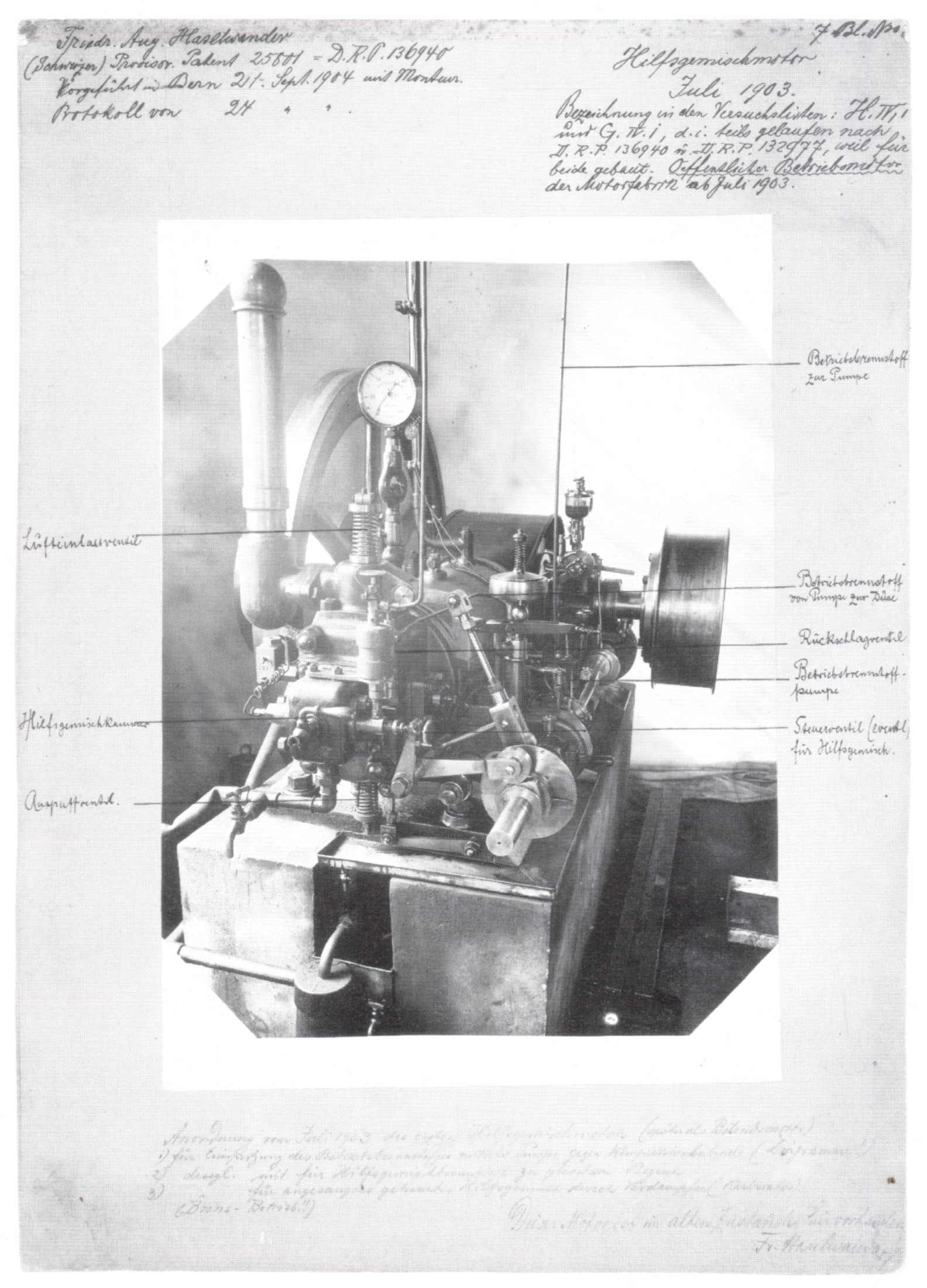
Anlage zur Patentschrift, 1903

Herbert Akroyd Stuart konstruierte 1886 den Glühkopfmotor, bei dem der Treibstoff durch den Zylinderraum in den Glühkopf gespritzt wurde. Bei Glühkopfmotoren sind die Anforderungen an Einspritzdruck und -zeit gering. Rudolf Diesel versuchte sich an einer direkten Einspritzung, es gelang ihm aber nicht, eine Pumpe zu bauen, die einerseits den dafür notwendigen hohen Druck liefern konnte und andererseits genau genug regelbar war. Deshalb verwendete er eine Dosierpumpe mit niedrigem Druck und einen Luftkompressor (Lufteinblasung), um den Treibstoff mit Druckluft fein im Brennraum zu verteilen. Derartige Motoren bewährten sich in ortsfesten Antrieben, ab 1903 in der Binnenschifffahrt und ab 1910 in Hochseeschiffen.
1898 führte Friedrich August Haselwander Untersuchungen zur Direkteinspritzung von Kraftstoff in Verbrennungsmotoren durch. Haselwander setzte auf einen Verdränger, anstelle des von Rudolf Diesel verwendeten Kompressors mit Einspritzdüse (verdichterlosen Dieselmotor) und 1901 entwickelte er den Dieselmotor mit Vorkammereinspritzung (Haselwander-motor).
Der schwedische Ingenieur Jonas Hesselman ließ sich 1920 einen Vielstoffmotor, den Hesselman-Motor, mit direkter Einspritzung und Fremdzündung durch Zündkerzen patentieren. Die schwedischen Hersteller Scania-Vabis, Tidaholms Bruk und Volvo bauten Lastwagen mit Hesselman-Motoren. Diese Motoren wurden mit Benzin gestartet und konnten nach dem Warmlaufen auf Petroleum oder Diesel umgeschaltet werden. Scania verwendete sie bis 1936, Volvo bis 1947. Sie wurden von Dieselmotoren abgelöst.

### Durchbruch bei Lkw- und Industriemotoren
MAN entwickelte Anfang der 1940er-Jahre den Fahrzeugmotor D 0534 G mit Direkteinspritzung gegen den Kolbenboden in einer annähernd kugelförmigen Kolbenmulde. Dieser Motor mit 4,5 l Hubraum leistet 51,5 kW und hat einen spezifischen Kraftstoffverbrauch von 218 g/kWh, einen für die 1940er-Jahre äußerst niedrigen Wert. Anfängliche Befürchtungen, dass die für die Direkteinspritzung gewählte kugelförmige Kolbenmulde ein Festbrennen der Kompressionsringe oder Ausschmelzen des Kolbenwerkstoffes begünstigen würden, stellten sich als unbegründet heraus.
Bei diesen Mittenkugelmotoren von MAN schlug sich der Kraftstoff zum Teil auf der Wand der nahezu kugeligen Mulde im Kolben nieder, verdampfte erst während der Verbrennung und wurde vom Luftwirbel abgetragen („wandverteilende“ Einspritzung). Nur ein kleiner Teil verbrannte schlagartig und entzündete dadurch kontrolliert den Rest. Der Luftwirbel wurde schon beim Ansaugen durch geeignet gestaltete (spiralförmige) Einlasskanäle erzeugt. Das M-Verfahren der Direkteinspritzung von MAN wurde vielfach lizenziert und verbreitete sich auch im Ostblock, wo mit entsprechend lizenzierter Kolbenbauform der Motor 4 VD 14,5/12-1 SRW ab 1967 in großen Stückzahlen produziert wurde.
Bei modernen Dieselmotoren mit Direkteinspritzung ist es umgekehrt: Der Kraftstoff wird in das Zentrum eines Luftwirbels in einer flachen Kolbenmulde eingespritzt und verbrennt auf dem Weg zu dessen Rand. Zur Geräuschminimierung wird er zeitlich verteilt eingespritzt. Die Voreinspritzung oder Pilotmenge ist eine sehr kleine Menge zu Beginn, um eine „sanfte“ Verbrennung einzuleiten. Erst danach folgt die Haupteinspritzung. Durch die Optimierung der Muldenform (im Vergleich zu LKW-Motoren) konnte die Geräuschentwicklung noch weiter reduziert werden.
Nachdem sich die direkte Einspritzung in den Dieselmotoren schwerer LKW durchgesetzt hatte, legten 1984 Ford und Fiat den Grundstein für die Einführung der sogenannten schnelllaufenden Dieselmotoren mit direkter Einspritzung. Die Modelle Ford Transit und Fiat Ducato wurden damals erstmals serienmäßig mit Direkteinspritzung angeboten. Man muss berücksichtigen, dass es sich dabei um Nutzfahrzeuge oder Leicht-LKW handelt. Jedoch war es die Einführung der Diesel-Direkteinspritzung in diesem Fahrzeugsegment in Großserie. Dabei spielt eine Rolle, dass die Motoren spezifisch PKW-Motoren sind. Die Nenndrehzahlen dieser Motoren liegen mit über 4000/min rund doppelt so hoch wie die von Lastwagenmotoren.
Die elektronisch gesteuerte Einspritzung wurde zunächst an Großdieselmotoren erprobt, unter anderem 1979 in einem Gemeinschaftsprojekt von Bosch und MAN. Damaliges Hemmnis einer Serieneinführung war weniger das elektronische Steuergerät selbst, sondern es fehlten noch geeignete Sensoren und Schaltelemente, die die elektrischen Impulse mit großer Präzision wieder in mechanische Vorgänge umsetzen. Unabhängig von Bosch und MAN arbeitete man auch in der DDR an elektronischen Einspritzsystemen für Dieselmotoren.
Die Bauform der Common-Rail-Direkteinspritzung wurde in der Praxis erstmals 1985 in der DDR an einem modifizierten W50-LKW im Straßenverkehr-Dauerbetrieb erfolgreich erprobt, die Entwicklung 1987 aber wegen fehlender Kapazitäten zur Produktionseinführung abgebrochen. Der Motor-Prototyp ist heute im Industriemuseum Chemnitz zu besichtigen.

### Durchbruch im Pkw-Sektor
Vor 1985 gab es Dieselmotoren mit Direkteinspritzung ausschließlich in Lkws oder als Großmotoren. In PKW wurden sie im Allgemeinen nicht verwendet, da ihr rauer Lauf („Nageln“) zu den Komfortanforderungen im Widerspruch stand und Letzteres als wichtiger angesehen wurde als der niedrigere spezifische Verbrauch. Eine Ausnahme stellt der 1954 vorgestellte Mercedes 300SL dar, in dem eine weiterentwickelte Version der im Jagdflugzeug Messerschmitt BF 109 verwendeten Bosch-Direkteinspritzung verbaut wurde. Weitere Verbreitung erfolgte in der Mercedes-Benz Baureihe 128. Der in früheren Diesel-Pkw verbreitete Wirbelkammermotor (außer bei Mercedes-Pkw) hatte aber nicht nur ein deutlich weicheres Verbrennungsgeräusch, sondern entfaltete durch das größere stabil nutzbare Drehzahlband auch eine größere Literleistung. Die Optimierung der Direkteinspritzung über einen breiten Drehzahlbereich galt hingegen auch Ende der 1970er Jahre noch als eine nicht gelöste Aufgabe. Hinzu kam die höhere Stickoxide-Emission, die schon damals wegen angekündigter Gesetzesverschärfungen in den USA als erheblich angesehen wurde und so die weitere Entwicklung von Diesel-Pkw mit Direkteinspritzung entsprechend hemmte. Wie der Abgasskandal von 2015 und dessen Konsequenzen zeigt, konnte das Problem zu hoher Stickoxid-Emissionen der Diesel-Direkteinspritzung im Pkw auch viele Jahre später nicht zufriedenstellend gelöst werden.
Ein Dieselmotor mit Direkteinspritzung wurde in PKW-Großserie erstmals ab 1985 von Toyota in einem geländegängigen PKW der Familie Land Cruiser, dem Modell HJ61 der Serie J6, angeboten. Der dort verbaute Reihensechszylinder mit der Bezeichnung 12H-T basierte grundlegend auf dem im Vorgängermodell HJ60 und Serie J4 und J7 verbauten 2H Kammerdieselmotor, unterschied sich von diesem jedoch maßgeblich durch einen anderen Zylinderkopf und die Addition eines Turboladers. Die Einspritzung erfolgte, wie beim Vorgänger, mechanisch über eine Reiheneinspritzpumpe. Eine hohe Laufruhe im Vergleich zu anderen frühen (vor allem Vierzylinder-) Direkteinspritzungs-Motoren war durch die Bauform auf natürliche Weise gegeben.
Ab dem Frühjahr 1987 wurde in dem von Fiat angebotenen Fiat Croma TD i.d. erstmals ein Dieselmotor mit elektronisch gesteuerter Direkteinspritzung eingesetzt. Der Motor wurde in einem Fiat-Forschungszentrum in Neapel entwickelt. Der aus dem Nutzfahrzeug Ducato bekannte Motor wurde dazu mit einer elektronischen Einspritzsteuerung ausgestattet, welche die Laufruhe auf ein für PKW-Verhältnisse brauchbares Maß verbesserte. Der Fiat Croma war anfangs nur auf dem italienischen Markt erhältlich, da Fiat auf den Auslandsmärkten mit der Neuentwicklung verbundene, mögliche Nachbesserungsaufwände gering halten wollte.
Der dritte PKW dieser Art war 1988 der (Austin) Rover Montego, dessen Motor von Rover in Zusammenarbeit mit Perkins Engines entwickelt worden war. Diese Motoren entwickelten schon bei niedrigen Drehzahlen ein hohes Drehmoment und ermöglichten dadurch sowohl gute Fahrleistungen als auch geringere Verbräuche.
1990 kam mit dem Audi 100 C3 2,5-Liter-TDI der erste Pkw-Diesel eines deutschen Herstellers mit Direkteinspritzung auf den Markt. Als Fünfzylinder hatte er eine höhere Laufruhe als ein Vierzylinder. Der Motor (1T) wurde auch im Audi 100 C4 (der Ende 1990 erschien und bis Juli 1994 gebaut wurde) verwendet.
Ford, Fiat, Toyota, Austin/Perkins und Audi/VW stellten damit die erste Generation von Diesel-Direkteinspritzungs-Motoren in PKW. Sie arbeiteten (außer Toyota) mit einer Verteilereinspritzpumpe, das heißt, dass ein Pumpenelement (Kolben und Zylinder) alle Zylinder versorgte. Ford Transit und Fiat Ducato waren noch ohne Aufladung, der Toyota HJ61 hatte einen Turbolader, Fiat Croma, die später erschienenen Audi 100 und Audi 80 hatten Turbolader und Ladeluftkühler. Die Verteilereinspritzpumpe im Audi 100 arbeitete noch mit bis zu 800 bar Druck.
1997 brachte der Fiat-Konzern mit dem Alfa Romeo 156 JTD den ersten Serien-PKW mit einer Common-Rail-Einspritzung auf den Markt. Bei diesem System sind Druckerzeugung und Einspritzvorgang räumlich getrennt. Eine Hochdruckpumpe baut den annähernd konstanten Druck dauerhaft auf und speist die für alle Zylinder gemeinsame Leitung (daher Common-Rail), die den Kraftstoff speichert. Die Einspritzvorgänge werden von der Motorelektronik ausgelöst. Sie betätigt dazu Ventile, die den Zylindern zugeordnet sind. Auch von dieser Technik gibt es mehrere Generationen. Das Common-Rail-System arbeitet mit Drücken bis 2000 bar und mittlerweile bis zu fünf Einspritzvorgängen pro Verbrennungsvorgang. Vereinzelt, bei Motoren von BMW und Mercedes-Benz, kam es zu gravierenden Serienproblemen mit Ventil-Einspritzdüsen der Common-Rail-Systeme. Mitunter funktionierte der Absperrvorgang des Ventils nicht; die Common Rail entleerte sich über das defekte Ventil in einen Zylinder. Diese Probleme sind jedoch nach Stand 2011 Vergangenheit.
1998 brachte VW im VW Passat B5 aufgeladene Dieselmotoren mit Direkteinspritzung und Pumpe-Düse-System auf den Markt. Jeder Zylinder hat im Zylinderkopf eine eigene Einheit aus Einspritzpumpe und -düse. Dadurch war es möglich, die Einspritzdrücke nochmals zu erhöhen; das Pumpe-Düse-System arbeitet mit bis zu 2500 bar Druck. Jedoch lassen sich hier maximal drei Einspritzvorgänge pro Verbrennung realisieren, weil die Steuerung der Einspritzung systembedingt nicht unabhängig vom Druckaufbau ist. Die Pumpe-Düse-Einheiten werden über die Nockenwelle angesteuert, die auch den Ventiltrieb steuert. Diese Bauart ist seit den 1930er Jahren in größeren Dieselmotoren üblich. Vorteil der Pumpendüsen war zunächst der höhere mögliche Druck und damit ein niedrigerer Verbrauch im Vergleich zu Verteilerpumpen und den frühen Common-Rail-Systemen. Nachteile waren stets die Geräuschentwicklung und der hohe Bauaufwand im Zylinderkopf und in den Pumpe-Düse-Elementen, begleitet von Kostennachteilen. Zuletzt steuerten die zwei Nockenwellen vier Ventile je Zylinder und die Pumpe. Mit immer höheren Systemdrücken der Common-Rail verlor das Pumpe-Düse-System seine Vorteile. Zudem ließen sich die gestiegenen Anforderungen an den Umweltschutz nur mit noch mehr Teileinspritzungen realisieren – eine Entwicklung, mit der die Pumpe-Düse-Technik nicht mehr mithalten konnten. Mittlerweile rückten Audi und VW seit Ende 2007 vom Pumpe-Düse-Prinzip ab und adaptierten Modell für Modell ihre Dieselmotoren für Common-Rail.

### Gegenwärtiger Stand
Seit 2010 werden Motoren dieser Bauart mit Einspritzdrücken von bis zu 2500 bar gefertigt. Die Common-Rail-Technik hat sich wegen ihres einfachen Aufbaus, der damit geringeren Kosten sowie Erreichung der Euro-5-Norm durchgesetzt.
Ein wichtiger Vorteil des Common-Rail-Verfahrens ist die Möglichkeit einer Vor-(oder Pilot-)Einspritzung. Nachdem eine geringe Kraftstoffmenge eingespritzt wurde, schließt die Düse wieder, um dem Kraftstoff Zeit zur Entzündung zu geben. Dann erst wird die Hauptmenge eingespritzt. Zum Zeitpunkt der Zündung befindet sich dadurch nur eine kleine Menge Kraftstoff im Brennraum, die schlagartig verbrennt. Der dieseltypische raue Lauf durch den Zündverzug kann dadurch weitgehend vermieden werden und die Motoren laufen zum Teil annähernd so ruhig wie Ottomotoren.
Zusätzlich kann auch die Haupteinspritzung in mehrere Einspritzvorgänge unterteilt werden, um (vor allem bei niedrigen und mittleren Drehzahlen) die Verbrennung zu verzögern und dadurch den Druckanstieg und den Spitzendruck zu vermindern. Das senkt das Geräusch und die mechanische Belastung des Motors. Eine Nacheinspritzung kann die Verbrennungsendtemperatur und somit die Abgastemperatur erhöhen; das ist notwendig, um einen Dieselrußpartikelfilter zu regenerieren, aber auch ohne Filter bildet sich dadurch weniger Ruß im Motor.

#### Verbreitung
Turbogeladene Motoren mit Direkteinspritzung werden von vielen Herstellern angeboten. Jeder hat dafür sein eigenes, meist markenrechtlich geschütztes Kürzel. Jedoch werden deren Ausschreibungen meist nicht geschützt und auch nicht immer durchgängig verwendet:
- CDI (Common Rail Direct Injection): Daimler, Mercedes-Benz
- CDTI (Common Rail Diesel Turbo Injection): Opel
- CRD (Common Rail Direct Injection): Jeep
- CRDi (Common Rail Direct Injection): Hyundai, Kia
- d (Diesel): BMW, Jaguar, Rover, Infiniti, Mercedes
- D oder SD (Diesel oder SportDiesel): Mini, Subaru, Volvo
- dCi (Diesel Common-Rail Injection): Dacia, Nissan, Renault
- DDiS (Direct Diesel injection System): Suzuki (Common-Rail)
- DI-D (Direct Injection Diesel): Mitsubishi (Common-Rail)
- DiTD (Direct Injection Turbo Diesel): Mazda
- dTI (Direct Turbo Injection): Renault
- DTI (Direct Turbo Injection): Opel
- D-4D (Direct Injection 4-stroke Diesel): Toyota (Common-Rail)
- EDIT (Ecotec Direct Injection Turbo): Opel
- HDi (High Pressure Direct Injection): Citroën, Peugeot, DS (Common-Rail)
- i-CTDi (intelligent Common Rail Turbo Diesel Injection): Honda
- i-DTEC (intelligent Diesel Technology Electronic Control): Honda
- JTD bzw. JTDM (Jet Turbo Diesel Multijet) oder nur noch Multijet: Alfa-Romeo, Fiat, Lancia, Jeep (Common-Rail)
- SD4/TD4/eD4, TD6/SDV6/TDV6, SDV8: Land Rover
- SIDI (Spark Ignition Direct Injection): Opel
- SKYACTIV-D: Mazda
- TDCi (Turbodiesel Common Rail Injection): Ford
- TDDI (Turbo Diesel Direct Injection): Ford
- TDI (Turbodiesel Direct Injection): Audi, Seat, Škoda, Volkswagen
- XDi oder e-XDi: Ssangyong

Seit Ende der 1990er-Jahre sind Motoren mit Direkteinspritzung Standard im PKW-Dieselmotorenbau.
Das I in der Bezeichnung steht für das englische Wort „Injection“ (Einspritzung). Das vorgestellte D steht für „Direct“ und sagt aus, dass hier ohne Vor- oder Wirbelkammer direkt in den Zylinder eingespritzt wird. Ein zweites D steht für „Diesel“. Dieselmotoren ohne Aufladung werden nur noch vereinzelt in PKW eingesetzt, zum Beispiel die SDI-Motoren von Volkswagen. Jeder Dieselmotor hat eine Einspritzpumpe, sei es eine Verteilerpumpe, eine Pumpe-Düse-Einheit oder die Hochdruckpumpe des Common-Rail-Systems.

### Druckanstieg, Geräuschentwicklung, Gesundheitsgefahren
Alte Dieselmotoren mit Direkteinspritzung haben durch den starken Druckanstieg bei der Zündung ein lautes Verbrennungsgeräusch, das sogenannte Nageln. Das war damals ein erheblicher Nachteil gegenüber dem Kammerverfahren: Bei Dieselmotoren mit Vor- oder Wirbelkammer treibt die beginnende Verbrennung das Kraftstoff-Luftgemisch durch einen engen Schusskanal in den Zylinder, wo es weiter verbrennt (geringerer Druckanstieg und höhere Strömungsverluste, dadurch geringere Motorleistung und weicherer Motorlauf). Moderne Dieselmotoren mit Direkteinspritzung haben Piloteinspritzung, die das Nageln unterbindet, sodass es praktisch nicht mehr auftritt.
Man unterscheidet die Einspritzverlaufsformung der älteren Direkteinspritzungen mit Verteilereinspritzpumpe und entsprechender Einspritzdüse mit Gegenkonus und echte Vor-, Haupt- und Nacheinspritzung bei Common-Rail oder Pumpe-Düse. Dadurch wird der Druckanstieg sanfter, der Motor läuft leiser und vibrationsärmer. Eine bei Bedarf durchgeführte Nacheinspritzung erhöht kurzzeitig die Verbrennungsend- und so die Abgastemperatur, wodurch (auf Kosten des Wirkungsgrades) der Dieselpartikelfilter regeneriert wird.

## Ottomotor

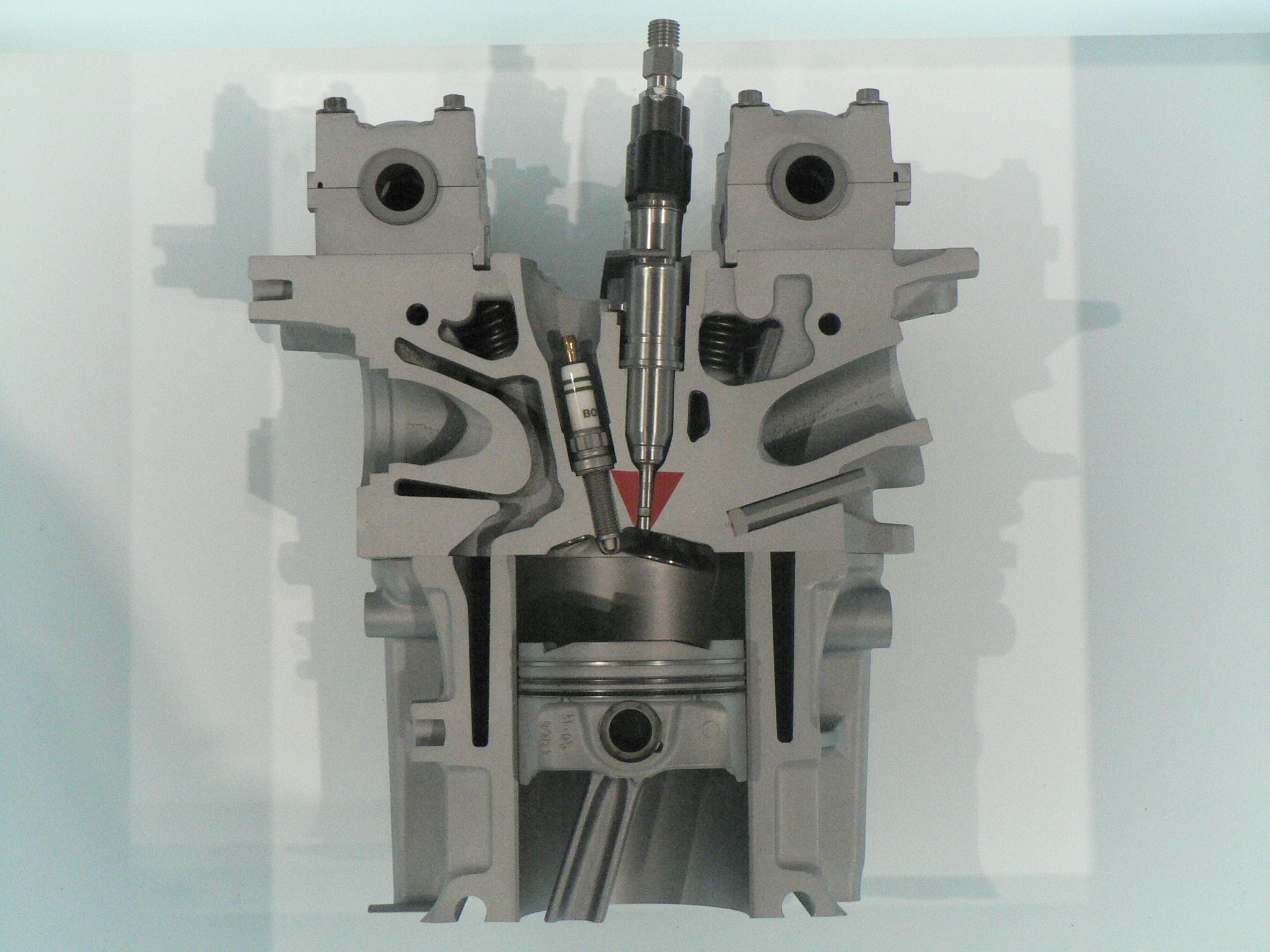
Schnittbild eines Ottomotors mit Direkteinspritzung

Ottomotoren mit Direkteinspritzung können wie konventionelle Ottomotoren mit homogenem, aber auch wie Dieselmotoren mit inhomogenem Gemisch betrieben werden, wobei das Gemisch geschichtet wird. Die Gemischdrosselung ist so nicht oder nur mehr teilweise notwendig, das Drehmoment wird dann nur über die eingespritzte Kraftstoffmenge eingestellt. Das Benzin kann auf die Kolbenmulde (wandgeführt), gelenkt durch eine Luftströmung (luftgeführt) oder nur durch den Einspritzdruck bestimmt (strahlgeführt) eingespritzt werden. Da das Benzin nicht bereits im Saugrohr, sondern erst im Zylinder verdampft, wird mehr Luft angesaugt und die Temperatur zum Ende der Verdichtung ist etwas niedriger, da der Kraftstoff beim Einspritzen verdampft und der Luft Wärme entzieht. Dadurch verringert sich die Klopfneigung, das Benzin entzündet sich nicht so leicht unkontrolliert. Die Verdichtung {\displaystyle \varepsilon } kann um etwa 1 bis 2 Einheiten erhöht werden; gegenüber Vergasermotoren und Saugrohreinspritzmotoren wird somit der Wirkungsgrad verbessert und die Leistung erhöht, allerdings erhöht sich, insbesondere bei Schichtladebetrieb, der Anteil der Stickoxide im Abgas.
Anfang des Ersten Weltkrieges wurde Direkteinspritzung beim Ottomotor erstmals erprobt und in den 1930er-Jahren erstmals in Serie für den Einsatz in Flugzeugen produziert, in Pkw gab es Direkteinspritzung in den 1950er-Jahren bei Zweitakt- und Hochleistungsmotoren. Sie konnten sich nicht durchsetzen. Während von Anfang der 1980er-Jahre bis in die 1990er-Jahre hinein die Saugrohreinspritzung das vorherrschende Gemischbildungssystem war, wird die Benzindirekteinspritzung seit 1995 wieder für Pkw-Motoren verwendet. Die ersten Motoren mit Benzindirekteinspritzung hatten mechanische Reiheneinspritzpumpen, moderne Motoren haben meist Common-Rail-Einspritzung. Während man noch in den 1990er-Jahren versuchte, Ottomotoren mit geschichtetem Gemisch zu betreiben, wurde wegen der Abgasentgiftung insbesondere bei Volllast oder aber auch im Teillastbereich auf Homogenbetrieb umgestellt.